# 资邱乡
资邱乡是中国山东省临沂市平邑县下辖的一个乡。

## 行政区划
资邱乡下辖资邱村、辉泉村、时家村、尹家村、赵家村、唐刘村、寨上村、国太庄村、魏家庄村、邱上村、八顶庄村、官庄村、东石井村、西石井村、顺河村、兴仁庄村、歧古村、岳家村、前东庄村、后东庄村、关庙村、杨庄村、高家寨村、田家寨村。